# Hibiscus striatus
Hibiscus striatus, rosa del río o hibisco de bañado, es una especie de arbusto caducifolio de la familia de las Malvaceae),  crece como planta ornamental en subtrópicos.

## Características
Arbusto hidrófilo,  de 1-2 m de altura (excepcionalmente 3 m), con espinas amarillas o inerme. Hojas  3-5 lobuladas, dentadas, haz subglabro, envés pubescente. Flores grandes, de 15 cm de diámetro, rosadas, solitarias, axilares y pedunculadas. Florece en todo el verano. Frutos cápsulas híspidas, y muchas semillas pardas oscuras, pilosas. Fructifica en otoño a invierno. Es el único hibisco endémico subtropical de América del Sur: Brasil [s.], Argentina [n.]; Paraguay, Uruguay.

## Taxonomía
Hibiscus striatus fue descrita por Antonio José de Cavanilles y publicado en Monadelphiae Classis Dissertationes Decem 3: 146, pl. 54, f. 1. 1787.
Etimología
Hibiscus: nombre genérico que deriva de la palabra griega: βίσκος ( hibískos ), que era el nombre que dio Dioscórides (40-90 d. C.)  a Althaea officinalis.
striatus: epíteto latíno que significa "con rayas".
Variedad aceptada
- Hibiscus striatus subsp. lambertianus (Kunth) O.J.Blanch.

Sinonimia
- Abelmoschus angustifolius (Hook. & Arn.) Walp.
- Abelmoschus cisplatinus (A.St.-Hil.) Walp.
- Hibiscus amoenus Link & Otto
- Hibiscus angustifolius Hook. & Arn.
- Hibiscus argentinus Speg.
- Hibiscus cisplatinus A.St.-Hil.
- Hibiscus domingensis var. striatus (Cav.) Willd.
- Hibiscus lindmanii Gürke
- Hibiscus linearis A.St.-Hil. & Naudin[4]